# 心のプラカード
「心のプラカード」（こころのプラカード）は、日本の女性アイドルグループ・AKB48の楽曲である。楽曲は秋元康により作詞、板垣祐介により作曲されている。2014年8月27日にAKB48のメジャー37作目のシングルとしてキングレコードから発売された。楽曲のセンターポジションは渡辺麻友が務めた。

## 背景とリリース
前作『ラブラドール・レトリバー』から約3か月ぶりのリリースで、2014年3枚目のシングル。
「Type A」の「初回限定盤」と「通常盤」、「Type B」の「初回限定盤」と「通常盤」、「Type C」の「初回限定盤」と「通常盤」、「Type D」の「初回限定盤」と「通常盤」、「劇場盤」の9形態でのリリース。CDには「short ver.」も収録されている。CDの封入特典として、それぞれの「初回限定盤」には全国握手会イベント参加券、それぞれの「通常盤」には生写真1種が封入されている。また、「劇場盤」には生写真および「心のプラカード発売記念大握手会」参加券が添付されている。
本楽曲は、同年6月7日に開票結果が発表された『AKB48 37thシングル 選抜総選挙』の1位から16位までのメンバーによって歌唱されている。このイベントで1位を獲得した渡辺麻友が楽曲のセンターポジションを務めている。2014年7月12日に日本テレビ系列で生放送された『THE MUSIC DAY 音楽のちから〜日本人に力をくれる名曲〜』で初披露された。
選抜メンバーの人数は前作より20人少ない16人で、生駒里奈（乃木坂46・AKB48チームB兼任）と、柴田阿弥（SKE48）の2人が初めての選抜メンバー入り。宮澤佐江が『恋するフォーチュンクッキー』以来、1年（5作）ぶりの選抜復帰となった。前作の選抜メンバーのうち、市川美織、入山杏奈、多田愛佳、大場美奈、大和田南那、岡田奈々、加藤玲奈、木﨑ゆりあ、北川綾巴、北原里英、木本花音、小嶋真子、兒玉遥、渋谷凪咲、高橋朱里、田島芽瑠、朝長美桜、西野未姫、古畑奈和、峯岸みなみ、矢倉楓子、薮下柊、渡辺美優紀の23人が選抜から外れた。
カップリングは7曲で、『AKB48 37thシングル 選抜総選挙』で17位から32位、33位から48位、49位から64位、65位から80位に選ばれたメンバーがそれぞれ「アンダーガールズ」、「ネクストガールズ」、「フューチャーガールズ」、「アップカミングガールズ」として歌唱しており、Type Dには、大和田南那・川栄李奈・高橋朱里主演のドラマ『セーラーゾンビ』（テレビ東京系列）のEDテーマ曲（渡辺麻友、横山由依、岩田華怜による「ミルクプラネット」が担当）、大人AKB48の塚本まり子が初センターを務めた「教えてMommy」が収録されている。劇場盤には、チーム8の初オリジナル曲「47の素敵な街へ」が収録されている。
「フューチャーガールズ」の坂口理子（HKT48）、「アップカミングガールズ」の駒田京伽（HKT48）、大人AKB48の塚本まり子、チーム8のメンバーはAKB48の楽曲初参加となっている。また、「ネクストガールズ」の岩永亞美・木下有希子・二村春香（以上SKE48）、「アップカミングガールズ」の阿比留李帆（SKE48）はAKB48グループメンバー全員参加の作品を除けば初の参加である。
今作は『AKB48 37thシングル 選抜総選挙』で81位以下の圏外もしくは立候補表明をしなかった、チームAの12人、チームKの10人、チームBの11人、チーム4の15人、研究生の飯野雅、谷口めぐはいずれの楽曲にも参加していない。
振り付けはラッキィ池田によるもので、ミュージック・ビデオやライブ・パフォーマンスでは心境を明かしたプラカードが出てくる。
32ndシングル『恋するフォーチュンクッキー』と同様、『Dance Evolution ARCADE』とのコラボレーションが行われている。
キャッチコピーは「気づいて、プラカード!」。
表題曲「心のプラカード」は、『第65回NHK紅白歌合戦』で披露された。また、2018年4月22日に行われた乃木坂46の生駒里奈の卒業コンサートで、生駒自身が決めたセットリストに含まれていたAKB48の3楽曲うちの1曲で、他の2曲はチームBでの劇場公演曲であった。

## アートワーク
| Type A | 柏木由紀、柴田阿弥、島崎遥香、高橋みなみ、松井玲奈、宮脇咲良、横山由依、渡辺麻友 |
| Type B | 生駒里奈、川栄李奈、小嶋陽菜、指原莉乃、須田亜香里、松井珠理奈、宮澤佐江、山本彩 |
| Type C | 柏木由紀、指原莉乃、渡辺麻友                                                     |
| Type D | 渡辺麻友                                                                         |
| 劇場盤 | 『心のプラカード』選抜メンバー全16名                                             |

## チャート成績
『心のプラカード』のシングルCDは、発売前日の2014年8月26日付オリコンデイリーシングルチャートにおいて推定売上枚数約87万2000枚を記録し、1位にランクインした。
その後、2014年9月8日付オリコン週間シングルチャートにおいて初登場で1位にランクインした。同チャートにおけるAKB48のシングルの1位獲得は『RIVER』から24作連続・通算24作目となった。初動売上は約100万6000枚とわずかに100万枚を上回り、初動のみでのミリオンセラーを達成した。AKB48のシングルのミリオンセラー達成は『桜の木になろう』から18作連続・通算19作目となり、初動のみでのミリオンセラー達成は『Everyday、カチューシャ』から17作連続となった。

## ミュージック・ビデオ
ミュージック・ビデオは静岡県で撮影された。主なロケ地は静岡市清水区の次郎長通り商店街、浜松市立春野中学校、大井川港、アーボンハウス・フラメンコスタジオなど。中学校での撮影は運動場で行う予定だったが、当日（6月25日）が雨だったため体育館に変更されたというエピソードがある。選抜総選挙開票イベント前の5月25日に発生した「AKB48握手会傷害事件」で負傷した川栄李奈は右腕にギプスをはめたままでの出演となった。
2014年8月19日に「心のプラカード ビデオアワード」開催が公式サイト・公式ブログで応募期間が2014年8月27日から2015年7月31日までとして告知された。YouTubeのAKB48公式チャンネルには、「サマンサタバサグループ STAFF Ver.」を含む20本の動画がAKB48公式として公開されている。

## メディアでの使用
- dip バイトル「ライブ告知」篇、「ご当地グルメのバイト」篇 CMソング[14]
- GMOインターネット お名前.com×AKB48「東京のドメイン誕生。『.tokyo』」篇 CMソング
- GREE AKB48 ステージファイター「第4回センター争奪バトルイベント!!・一緒に踊ろう」篇 CMソング
- トヨタ自動車 TOYOTOWN「オールトヨタキャンペーン」CMソング

## シングル収録トラック

### Type A
「初回限定盤」と「通常盤」の2種類が存在するが、収録トラックは同一である。
| #         | タイトル                                 | 作詞      | 作曲       | 編曲      | 時間  |
| --------- | ---------------------------------------- | --------- | ---------- | --------- | ----- |
| 1.        | 「心のプラカード」                       | 秋元康    | 板垣祐介   | 武藤星児  | 4:06  |
| 2.        | 「誰かが投げたボール」(アンダーガールズ) | 秋元康    | 片桐周太郎 | 島崎貴光  | 5:26  |
| 3.        | 「ひと夏の反抗期」(ネクストガールズ)     | 秋元康    | 和泉一弥   | 佐々木裕  | 4:26  |
| 4.        | 「心のプラカード short ver.」            |           | 板垣祐介   | 武藤星児  | 3:02  |
| 5.        | 「心のプラカード（off vocal ver.）」     |           |            |           | 4:05  |
| 6.        | 「誰かが投げたボール（off vocal ver.）」 |           |            |           | 5:26  |
| 7.        | 「ひと夏の反抗期（off vocal ver.）」     |           |            |           | 4:25  |
| 合計時間: | 合計時間:                                | 合計時間: | 合計時間:  | 合計時間: | 30:59 |

| #  | タイトル                               | 作詞 | 作曲・編曲 | 監督     |
| -- | -------------------------------------- | ---- | ---------- | -------- |
| 1. | 「心のプラカード」                     |      |            | 谷川英司 |
| 2. | 「心のプラカード 振り付け映像 Type A」 |      |            |          |
| 3. | 「誰かが投げたボール」                 |      |            | 斎藤渉   |
| 4. | 「ひと夏の反抗期」                     |      |            | スミス   |

### Type B
「初回限定盤」と「通常盤」の2種類が存在するが、収録トラックは同一である。
| #         | タイトル                                   | 作詞      | 作曲       | 編曲      | 時間  |
| --------- | ------------------------------------------ | --------- | ---------- | --------- | ----- |
| 1.        | 「心のプラカード」                         | 秋元康    | 板垣祐介   | 武藤星児  | 4:06  |
| 2.        | 「誰かが投げたボール」(アンダーガールズ)   | 秋元康    | 片桐周太郎 | 島崎貴光  | 5:26  |
| 3.        | 「性格が悪い女の子」(フューチャーガールズ) | 秋元康    | 板垣祐介   | 板垣祐介  | 4:02  |
| 4.        | 「心のプラカード short ver.」              |           | 板垣祐介   | 武藤星児  | 3:02  |
| 5.        | 「心のプラカード（off vocal ver.）」       |           |            |           | 4:05  |
| 6.        | 「誰かが投げたボール（off vocal ver.）」   |           |            |           | 5:26  |
| 7.        | 「性格が悪い女の子（off vocal ver.）」     |           |            |           | 3:59  |
| 合計時間: | 合計時間:                                  | 合計時間: | 合計時間:  | 合計時間: | 30:10 |

| #  | タイトル                               | 作詞 | 作曲・編曲 | 監督     |
| -- | -------------------------------------- | ---- | ---------- | -------- |
| 1. | 「心のプラカード」                     |      |            | 谷川英司 |
| 2. | 「心のプラカード 振り付け映像 Type B」 |      |            |          |
| 3. | 「誰かが投げたボール」                 |      |            | 斎藤渉   |
| 4. | 「性格が悪い女の子」                   |      |            | 竹石渉   |

### Type C
「初回限定盤」と「通常盤」の2種類が存在するが、収録トラックは同一である。
| #         | タイトル                                                     | 作詞      | 作曲           | 編曲      | 時間  |
| --------- | ------------------------------------------------------------ | --------- | -------------- | --------- | ----- |
| 1.        | 「心のプラカード」                                           | 秋元康    | 板垣祐介       | 武藤星児  | 4:06  |
| 2.        | 「誰かが投げたボール」(アンダーガールズ)                     | 秋元康    | 片桐周太郎     | 島崎貴光  | 5:26  |
| 3.        | 「チューインガムの味がなくなるまで」(アップカミングガールズ) | 秋元康    | フジノタカフミ | 若田部誠  | 4:08  |
| 4.        | 「心のプラカード short ver.」                                |           | 板垣祐介       | 武藤星児  | 3:02  |
| 5.        | 「心のプラカード（off vocal ver.）」                         |           |                |           | 4:05  |
| 6.        | 「誰かが投げたボール（off vocal ver.）」                     |           |                |           | 5:26  |
| 7.        | 「チューインガムの味がなくなるまで（off vocal ver.）」       |           |                |           | 4:08  |
| 合計時間: | 合計時間:                                                    | 合計時間: | 合計時間:      | 合計時間: | 30:23 |

| #  | タイトル                               | 作詞 | 作曲・編曲 | 監督     |
| -- | -------------------------------------- | ---- | ---------- | -------- |
| 1. | 「心のプラカード」                     |      |            | 谷川英司 |
| 2. | 「心のプラカード 振り付け映像 Type C」 |      |            |          |
| 3. | 「誰かが投げたボール」                 |      |            | 斎藤渉   |
| 4. | 「チューインガムの味がなくなるまで」   |      |            | 土屋隆俊 |

### Type D
「初回限定盤」と「通常盤」の2種類が存在するが、収録トラックは同一である。
| #         | タイトル                             | 作詞      | 作曲         | 編曲                   | 時間  |
| --------- | ------------------------------------ | --------- | ------------ | ---------------------- | ----- |
| 1.        | 「心のプラカード」                   | 秋元康    | 板垣祐介     | 武藤星児               | 4:06  |
| 2.        | 「セーラーゾンビ」(ミルクプラネット) | 秋元康    | 井上ヨシマサ | 井上ヨシマサ           | 4:26  |
| 3.        | 「教えてMommy」                      | 秋元康    | 井上トモノリ | 井上トモノリ、久下真音 | 4:24  |
| 4.        | 「心のプラカード short ver.」        |           | 板垣祐介     | 武藤星児               | 3:02  |
| 5.        | 「心のプラカード（off vocal ver.）」 |           |              |                        | 4:05  |
| 6.        | 「セーラーゾンビ（off vocal ver.）」 |           |              |                        | 4:26  |
| 7.        | 「教えてMommy（off vocal ver.）」    |           |              |                        | 4:23  |
| 合計時間: | 合計時間:                            | 合計時間: | 合計時間:    | 合計時間:              | 28:54 |

| #  | タイトル                               | 作詞 | 作曲・編曲 | 監督     |
| -- | -------------------------------------- | ---- | ---------- | -------- |
| 1. | 「心のプラカード」                     |      |            | 谷川英司 |
| 2. | 「心のプラカード 振り付け映像 Type D」 |      |            |          |
| 3. | 「セーラーゾンビ」                     |      |            | 中村太洸 |
| 4. | 「教えてMommy」                        |      |            | 中村太洸 |

### 劇場盤
| #         | タイトル                                 | 作詞      | 作曲       | 編曲           | 時間  |
| --------- | ---------------------------------------- | --------- | ---------- | -------------- | ----- |
| 1.        | 「心のプラカード」                       | 秋元康    | 板垣祐介   | 武藤星児       | 4:06  |
| 2.        | 「誰かが投げたボール」(アンダーガールズ) | 秋元康    | 片桐周太郎 | 島崎貴光       | 5:26  |
| 3.        | 「47の素敵な街へ」(Team 8)               | 秋元康    | Sungho     | 野中“まさ”雄一 | 4:18  |
| 4.        | 「心のプラカード short ver.」            |           | 板垣祐介   | 武藤星児       | 3:02  |
| 5.        | 「心のプラカード（off vocal ver.）」     |           |            |                | 4:05  |
| 6.        | 「誰かが投げたボール（off vocal ver.）」 |           |            |                | 5:26  |
| 7.        | 「47の素敵な街へ（off vocal ver.）」     |           |            |                | 4:18  |
| 合計時間: | 合計時間:                                | 合計時間: | 合計時間:  | 合計時間:      | 30:41 |

## 選抜メンバー
かっこ内は『AKB48 37thシングル 選抜総選挙』における順位。
- 生駒里奈（14位） [注釈 8]
- 柏木由紀（3位） [注釈 9]
- 川栄李奈（16位）
- 小嶋陽菜（8位）
- 指原莉乃（2位） [注釈 10]
- 柴田阿弥（15位） [注釈 11]
- 島崎遥香（7位）
- 須田亜香里（10位） [注釈 11]
- 高橋みなみ（9位）
- 松井珠理奈（4位） [注釈 12]
- 松井玲奈（5位） [注釈 13]
- 宮澤佐江（12位） [注釈 14]
- 宮脇咲良（11位） [注釈 15]
- 山本彩（6位） [注釈 16]
- 横山由依（13位）
- 渡辺麻友（1位）

## 収録アルバム
- ここがロドスだ、ここで跳べ!
- 0と1の間

## JKT48によるカバー
AKB48の姉妹グループであるJKT48は、本楽曲を「Papan Penanda Isi Hati - Message on a Placard -」というタイトルでカバーしている。このカバー曲は、グループの7作目のシングルとして2014年8月27日にHits Recordsから発売された。
歌詞はサビの決め台詞以外は秋元の詞をインドネシア語に翻訳したものとなっている。楽曲のセンターポジションはシャニア・ジュニアナタ。
シングル盤は通常盤と劇場盤がある。特典として通常盤には生写真1枚と“PENSI JKT48” チケット（劇場・楽天販売分のみ）、劇場盤にはトランプカードと個別握手券が封入されている。

### シングル収録トラック

#### 通常盤
| #         | タイトル                                          | 作詞      | 作曲      | 編曲           | 時間  |
| --------- | ------------------------------------------------- | --------- | --------- | -------------- | ----- |
| 1.        | 「Papan Penanda Isi Hati - Message on a Placard」 | 秋元康    | 板垣祐介  | 武藤星児       | 4:04  |
| 2.        | 「Dialog Dengan Kenari - Kurumi to Dialogue -」   | 秋元康    | PJ        | 武藤星児       | 3:21  |
| 3.        | 「Lucky Seven」                                   | 秋元康    | 田辺恵二  | 野中“まさ”雄一 | 3:41  |
| 4.        | 「Alasanku Maybe - Iiwake Maybe -」               | 秋元康    | 俊龍      | 野中“まさ”雄一 | 4:09  |
| 5.        | 「Message on a Placard -」                        |           |           |                | 4:02  |
| 合計時間: | 合計時間:                                         | 合計時間: | 合計時間: | 合計時間:      | 19:17 |

| #  | タイトル                                                                        | 作詞 | 作曲・編曲 |
| -- | ------------------------------------------------------------------------------- | ---- | ---------- |
| 1. | 「Papan Penanda Isi Hati - Message on a Placard Music Video」                   |      |            |
| 2. | 「Papan Penanda Isi Hati - Message on a Placard Behind the scenes Music Video」 |      |            |

#### 劇場盤
| #         | タイトル                                          | 作詞      | 作曲      | 編曲           | 時間  |
| --------- | ------------------------------------------------- | --------- | --------- | -------------- | ----- |
| 1.        | 「Papan Penanda Isi Hati - Message on a Placard」 | 秋元康    | 板垣祐介  | 武藤星児       | 4:04  |
| 2.        | 「Dialog Dengan Kenari - Kurumi to Dialogue -」   | 秋元康    | PJ        | 武藤星児       | 3:21  |
| 3.        | 「Lucky Seven」                                   | 秋元康    | 田辺恵二  | 野中“まさ”雄一 | 3:41  |
| 4.        | 「Alasanku Maybe - Iiwake Maybe -」               | 秋元康    | 俊龍      | 野中“まさ”雄一 | 4:09  |
| 合計時間: | 合計時間:                                         | 合計時間: | 合計時間: | 合計時間:      | 15:15 |

### 選抜メンバー
- アヤナ・シャハブ
- ガイダ・ファリシャ
- ジェシカ・ファニア
- ジェシカ・フェランダ
- ジェニファー・ハンナ
- シャニア・ジュニアナタ
- シンディ・ユフィア、タリア
- デフィ・キナル・プトゥリ
- 仲川遥香
- ナビラ・ラトナ・アユ・アザリア
- フィフィヨナ・アプリアニ
- ベビー・チャエサラ・アナディラ
- メロディー・ヌランダニ・ラクサニ
- ラトゥ・フィエンニ・フィトゥリリア
- リカ・レヨナ